# Saint-Martin-la-Méanne
Saint-Martin-la-Méanne är en kommun i departementet Corrèze i regionen Nouvelle-Aquitaine i de centrala delarna av Frankrike. Kommunen ligger  i kantonen La Roche-Canillac som tillhör arrondissementet Tulle. År 2022 hade Saint-Martin-la-Méanne 345 invånare.

## Befolkningsutveckling
Antalet invånare i kommunen Saint-Martin-la-Méanne
Referens:INSEE